# Madeira (autonomna regija)
Madeira (izgovor: [Ma'dejre]; službeno: Autonomna regija Madeira, portugalski: Região Autónoma da Madeira) autonomna je portugalska regija u Atlantskom oceanu. Jedini naseljeni otoci na ovom otočju su Madeira i Porto Santo. Madeira čini integralni dio Europske unije kao njena ultraperiferna regija.
Otočje Madeira, koje su Rimljani nazivali „Grimizni otoci”, su ponovno, vjerojatno slučajno, otkrili Portugalci te ga naselili 1418. godine. Otočje je poznato po turizmu, te po vinu.

## Povijest
Smatra se da su Feničani otkrili Madeiru, makar za to ne postoje osnovani dokazi. Plinije Stariji spominje Grimizne otoke, na položaju blizu Otoka sreće (Kanara), što bi moglo biti madeirsko otočje.
1419. godine, brodski kapetani João Gonçalves Zarco i Tristão Vaz Teixeira u službi princa Henrika Pomorca, bježeći od oluje sklonili su se na otok Porto Santo (Sveta Luka), kojeg su tako prozvali iz zahvalnosti zbog spasa od brodoloma. Sljedeće godine su ovi moreplovci uz Bartolomeja Perestrela kolonizirali otočje te ga stavili pod portugalsku krunu.
Zbog potencijala otoka, te zbog strateškog položaja, od 1425. počinje detaljna kolonizacija i stalno naseljavanje otočja, a od 1440. uvodi se režim kapetanija. 1452. na otoku počinje raditi prvi mlin za obradu šećera, a u isto vrijeme se postavljaju i prvi kanali za natapanje - levade. U to vrijeme Portugal postaje jedan od vodećih europskih dobavljača šećera. 1478. godine, otočje posjećuje Kolumbo kao trgovac šećerom, a do 1515. godine, stanovništvo Madeire je naraslo na 19.000 stanovnika, od čega su 3.000 bili robovi. U 16. stoljeću, Madeira je postala izvoznik vina, a loza je bila izvorno s Cipra, Krete i Sicilije. Trtna uš koja je donesena iz SAD-a je prouzrokovala pad proizvodnje vina. Tako je postepeno došlo do velikog emigracijskog vala madeirskog stanovništva.
1580. godine, Španjolska osvaja i preuzima kontrolu nad Madeirom, te centralizira upravu. 1640. Portugalci se pobunjuju protiv španjolskih doseljenika, te se Madeira vraća u ruke Portugala, ali zadržava španjolski sustav uprave. Madeira je bila važna stanica, na putu u Novi svijet ili u Indiju, te mjesto za prekrcaj robova iz Afrike.
1921. godine, nakon neuspjelog državnog udara, na Madeiru je deportiran austro-ugarski car Karlo I. koji je ovdje i umro iduće godine.
Nakon demokratske revolucije u Portugalu 1974., 1. srpnja 1976. godine, Portugal je Madeiri dodijelio autonomiju.

## Politika
Od 1976. godine, Madeira kao i Azori se smatra autonomnom regijom Portugalske Republike, s izvršnom vlasti i regionalnom zakonodavnom skupštinom. Trenutni predsjednik regionalne vlade je Alberto João Jardim, koji je na tom mjestu već više od 20 godina.
Sjedište regionalne vlade se nalazi u Funchalu.
Afrička unija smatra ovaj prostor okupiranim afričkim teritorijem kojeg drži strana sila, unatoč činjenici što na ovom otoku nikad nisu doseljavani ljudi s afričkog kontinenta, te je otočje bilo u potpunosti nenaseljeno do dolaska Portugalaca.

## Zemljopis
Otočje Madeira se sastoji u Atlantskom oceanu, između 30° i 33° sjeverne zemljopisne širine, 978 km jugozapadno od Lisabona. Otočje je vulkanskog podrijetla, a sastoji se od otokâ Madeira (736 km²), Porto Santo (43 km²), Desertas (14 km²) i Selvagens (18 km²). Samo prva dva su naseljeni, dok su ostali prirodni rezervati.
Otočje se nalazi u sjevernom dijelu Atlantskog oceana, 700 km od afričke obale, skoro na istoj širini kao i Casablanca, koja je bliže Gibraltarskom tjesnacu. Glavni grad Funchal se nalazi na otoku Madeira, ostali važni gradovi su: grad Porto Santo poznat i kao Vila Baleira, Ribeira Brava, Machico, Câmara de Lobos, Santa Cruz, Caniço, Ponta do Sol i Calheta.
Otok Madeira je najveći otok u skupini, s dužinom od 57 km i širinom od 22 km. Otok je izdužen u smjeru istok-zapad, u kojem ga siječe planinski lanac, čija je osrednja visina 1220 metara. Najviša točka na otoku je Pico Ruivo, visine od 1862 metara.

## Bioraznolikost
Prije doseljenja izvornih stanovnika, cijeli je otok pokrivala šuma laurisilva. Danas postoji tek mali dio te šume na jugu otoka, dok se veći dio nalazi na sjeveru. Šuma je nestala u namjernim požarima koje su izazvali doseljenici kako bi stvorili područje pogodno za poljoprivredu. Naziv otoka Madeira na portugalskom znači drvo, a to je ime otoku dano upravo zbog šume koja dominira cijelim središtem otoka. Laurisilva (laurissilva) je prašuma endemskog zimzelenog drveća iz obitelji lovora (Lauraceae) koje može narasti do 40 metara visine. Može se naći samo na nekim otocima (Tenerife, La Palma i u parku Garajonay na La Gomeri), a laurisilva na Madeiri je najveća na svijetu (149,5 km²). God. 1999., UNESCO je prašumu na Madeiri stavio na popis svjetske baštine jer se 90% sastoji od endemskog drveća u čijoj šumi žive mnoge endemske životinje kao što je Madeirski dugoprsti golub.

### Otoci
- Madeira
- Porto Santo
- Deserta Grande
- Selvagem Grande (Ilhas Selvagens)
- Bugio
- Selvagem Pequena (Ilhas Selvagens)
- Selvagens' otočić Fora
- Desertas' otočić Chão

### Klima
Zbog svog položaja i izloženosti vjetrovima, otocima vlada drugačija mikroklima, koja u kombinaciji s egzotičnom vegetacijom tvori turistima zanimljivo odredište. Otocima ne vlada velika razlika u temperaturi, godišnja prosječna temperatura varira između 16ºC i 22°C. Klima je poprilično vlažna, a oblaci i magla često pokrivaju planine u unutrašnjosti. Temperatura mora varira između 17°C i 22°C.

### Upravna podjela
Otočje se sastoji od 11 općina:
- Calheta
- Camacha
- Câmara de Lobos
- Funchal
- Machico
- Ponta do Sol
- Porto Moniz
- Porto Santo
- Ribeira Brava
- Santa Cruz
- Santana
- São Vicente

## Gospodarstvo

### Poljoprivreda
Poljoprivreda je povijesno dominantan sektor madeirskog gospodarstva, od kojeg je živjela većina stanovništva. Zbog vulkanskog podrijetla tlo je plodno, ali brdski reljef onemogućava mehanizaciju.
Na nivou organizacije poljoprivrednog prostora, mogu se ustanoviti tri razine. Na niskim visinama, uz more, nalaze se vrlo isplative kulture, kao banane, Annona coriacea, mango, šećerna trska, gospodinova krunica i druge tropske vrste. Na srednjoj razini nalaze se prehrambene kulture, kao krumpir, grah, pšenica, kukuruz, te tipično mediteransko voće. Na najvišim visinama nalazimo travu i šume.
Od stočarstva je najrazvijenije kozarstvo i govedarstvo. U ribarstvu se najviše lovi tuna i sabljarka.
Danas je u poljoprivrednom sektoru proizvodnja banana usmjerena na regionalnu i nacionalnu potrošnju. Vrlo veliki doprinos regionalnog gospodarstvu daje madeirsko vino, te cvjećarstvo.

### Industrija
Industrija koja postoji je većinom zanatska, kao npr. odjevni predmeti. Ono malo industrije što postoji je većinom usmjereno na lokalne potrebe, kao npr. prehrambeni proizvodi, te prerada šećerne trske. Industrija je koncentrirana u Funchalu, Santa Cruzu i Machicu.
Kako bi se gospodarstvo pozitivno razvijalo, na Madeiri je osnovana slobodna zona (Zona Franca da Madeira). Ona obuhvaća razna poduzeća financijskih, industrijskih i trgovačkih aktivnosti koja uživaju razne porezne olakšice. Madeira ima vrlo povoljnu fiskalnu politiku za ulagače, te su njeni porezi puno nižih od onih u ostatku Europske unije. Zbog ove činjenice događa se veliki priljev investicija na otočje.

### Turizam
Turizam je vrlo važna gospodarska aktivnost otočja, koja čini 20% ukupnog BDP-a, te tijekom cijele godine održava aktivnim trgovački i prometni sektor i druge aktivnosti, te stvara znatno tržište za lokalne proizvode. Na otoku Porto Santo, koji ima 9 km plaže i povoljnu klimu, turizam je jedina aktivnost. Tijekom zadnjih nekoliko godina, znatno su povećani kapaciteti hotelskog smještaja. Veliki potencijal u turizmu ostvaren je u investiranju u održivi razvoj, čime je napredak postignut bez remećenja ravnoteže između okoliša i društveno-gospodarskih aktivnosti. Veliki trud je uložen u očuvanju okoliša, što je glavni razlog turističkih dolazaka na Madeiru.

## Stanovništvo
Na otočju živi više od 250 000 stanovnika, od čega oko 5 000 na otoku Porto Santo. 1991. godine gustoća naseljenosti na otoku Madeiri je bila 337 stanovnika/km², dok je na Porto Santu bila 112 stan./km². Većina ranih doseljenika je doselila iz portugalskih regija Algarve i Minho. 75% stanovništva otoka Madeire živi na 35% teritorija, a najveći broj stanovnika je koncentriran u Funchalu gdje živi 45% stanovništva i gdje je gustoća 1.500 stan./km².
Zbog ograničenja razvitka koji nameće okoliš u zadnjih nekoliko desetljeća se dogodio odljev stanovništva. Glavna odredišta madeirske emigracije su: Venezuela, JAR, Francuska, Švicarska, Kanalski otoci, SAD i Brazil.

## Kultura
Tradicionalne poslastice na Madeiri koriste lokalne sastojke, od kojih je najuobičajeniji mel de cana, tj. med od šećerne trske ili melasa. Tradicionalni kolač otoka je Bolo de mel tj. medni kolač (od šećerne trske) koji se po običaju nikad ne reže nožem, nego se lomi rukom. Posjetitelji otoka također na otoku mogu vidjeti mnoge rukom izrađene proizvode koji se prodaju u dućanima.

### Madeirsko vino
Vino madeira je uz cvijeće i voće najpoznatiji proizvod otoka. Ovo vino je također i najveći izvozni proizvod otoka, a najpoznatiji je u Velikoj Britaniji. Madeira je jedino vino koje se izvozilo u britanske kolonije u Americi, a da nije prošlo kroz britansku luku. Vino je izmišljeno slučajno, kako bi izdržalo duga putovanja brodom. Postoje četiri vrste: Malvazija (slatko, s puno šećera), Boal (srednje slatko), Verdelho (polusuho) i Sercial (suho). Ovo vino se može čuvati dugi niz godina, bez gubitka kvalitete.

## Promet
Otočje ima dvije zračne luke, jedna u Santa Cruzu, blizu Funchala (Aeroporto da Madeira (FNC)) na otoku Madeira, te druga u gradu Vila Baleira na otoku Porto Santo. Najčešći letovi za otoke su iz Lisabona, ali postoji i mnoštvo izravnih letova iz drugih europskih gradova, te drugih država, kao Brazil i Venezuela. Zračna luka na Madeiri je bila poznata po kratkoj pisti koja je sagrađena na visokom nasipu koji pada izravno u more. Najveći zrakoplovi koji su ovdje slijetali su Airbus A320 i Boeing 737. U zadnje vrijeme pista je nadograđena i produžena na 2.7 km, što omogućava slijetanje skoro bilo kojeg zrakoplova. Građani zemalja EU koje su pod Schengenskim sporazumom mogu bez putnih dokumenata doći na otok, dok je za ostale putovnica obvezna. Prijevoz između dva glavna otoka se vrši zrakoplovom ili trajektom koji može prevoziti i vozila. Posjet unutrašnjosti otokâ je olakšan novoizgrađenom prometnom infrastrukturom.

## Poznate osobe
Ovo je popis poznatih osoba koje su rođene ili su živjeli na Madeiri:
| - Kristofor Kolumbo, istraživač - Cristiano Ronaldo, nogometaš portugalske reprezentacije - Karlo I., austrijski car - José Berardo, portugalski bogataš i sakupljač umjetnina - Artur de Sousa Pinga, nogometaš klubova CS Marítimo i FC Porto - Fátima Lopes, modna dizajnerica - Teodósio Clemente de Gouveia, kardinal - José Vicente de Freitas, vojni časnik i bivši premijer - João Fernandes Vieira, vojni časnik i političar u Brazilu i Angoli | - Henrique Franco, slikar - Paul Langerhans, njemački patolog i biolog - Ronalda, pjevačica i sestra Cristiana Ronalda - Alberto João Jardim, predsjednik regionalne vlade - Nadia Almada, pobjednik / pobjednica engleskog Big Brothera - Moises Henriques, australski igrač kriketa - Herberto Hélder, pisac - Vicente Jorge Silva, novinar i redatelj - António da Cunha Telles, filmski producent |

## Vanjske poveznice
- (port.)Regionalna vlada Madeire  Arhivirana inačica izvorne stranice od 9. svibnja 2007. (Wayback Machine)
- (port.)Skupština Madeire
- (port.)Razne informacije i fotografije  Arhivirana inačica izvorne stranice od 1. siječnja 2007. (Wayback Machine)
- (engl.)Fotografije Madeire 1
- (port.)Fotografije Madeire 2
- (port.)Centro de Estudos de História do Atlântico
- (port.)(engl.)(fr.)(šp.)(njem.)Službena turistička stranica